# Łapszyn (obwód tarnopolski)
Łapszyn – wieś na Ukrainie w rejonie tarnopolskim należącym do obwodu tarnopolskiego.

## Historia
Przez pewien czas w XV wieku właścicielem wsi był Piotr Cebrowski z Żabokruków (herbu Hołobok).
W II Rzeczypospolitej miejscowość w powiecie brzeżańskim województwa tarnopolskiego.
W latach 1939–1944 nacjonaliści ukraińscy z OUN-UPA zamordowali 5 Polaków.
Do 2020 w rejonie brzeżańskim.

## Literatura
- Lapsyn (Lapszyn, Lapschyno) villa. [W:] Akta grodzkie i ziemskie. T. XIV. Lwów, 1889, s. 243, 547 etc. (łac.)